# Cape Agulhas (municipalité)
La Municipalité locale de Cape Agulhas (Cape Agulhas Local Municipality) est une municipalité locale du district municipal de l'Overberg dans la province du Cap-Occidental en Afrique du Sud. Le siège de la municipalité est situé dans la ville de Bredasdorp.

## Localités de Cape Agulhas
| Ville, villages et localités | Code   | Population | Superficie (km2) | Langue maternelle dominante |
| ---------------------------- | ------ | ---------- | ---------------- | --------------------------- |
| Agulhas                      | 173007 | 548        | 7,49             | Afrikaans                   |
| Arniston                     | 173005 | 1 267      | 3,95             | Afrikaans                   |
| Bredasdorp                   | 173003 | 15 524     | 25,15            | Afrikaans                   |
| Elim                         | 173004 | 1 412      | 28,33            | Afrikaans                   |
| Napier                       | 173001 | 4 214      | 23,04            | Afrikaans                   |
| Struisbaai                   | 173006 | 3 877      | 14,34            | Afrikaans                   |
| Suiderstrand                 | 173008 | 44         | 1,38             | Afrikaans                   |
| Zone rurale                  | 173002 | 6 152      | 3 362,91         | Afrikaans                   |
| Total                        | Total  | 33 098     | 3 466,60         | Afrikaans                   |

Le Cap des Aiguilles et la De Hoop Nature Reserve sont notamment situés dans la zone rurale de la municipalité de Cape Agulhas.

## Démographie
Selon le recensement de 2011, les 33 038 résidents de la municipalité de Cape Agulhas sont majoritairement issus des populations coloureds (65,57 %). Les noirs, majoritaires dans le pays, représentent 11,53 % des habitants et les blancs, 21,64 % des résidents.
Les habitants ont majoritairement l'afrikaans pour langue maternelle (84,39 %).

## Historique

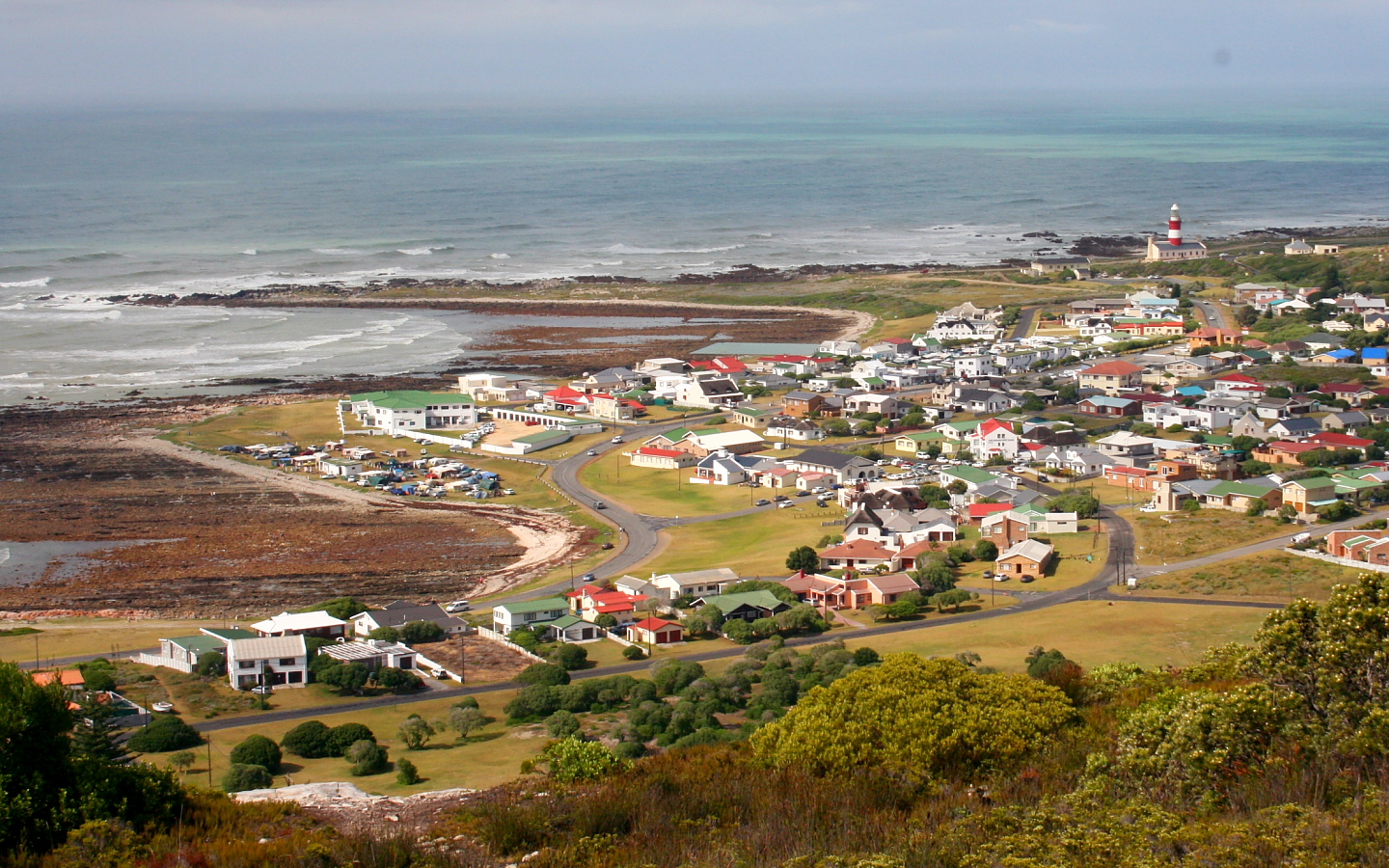
le village de l'Agulhas.

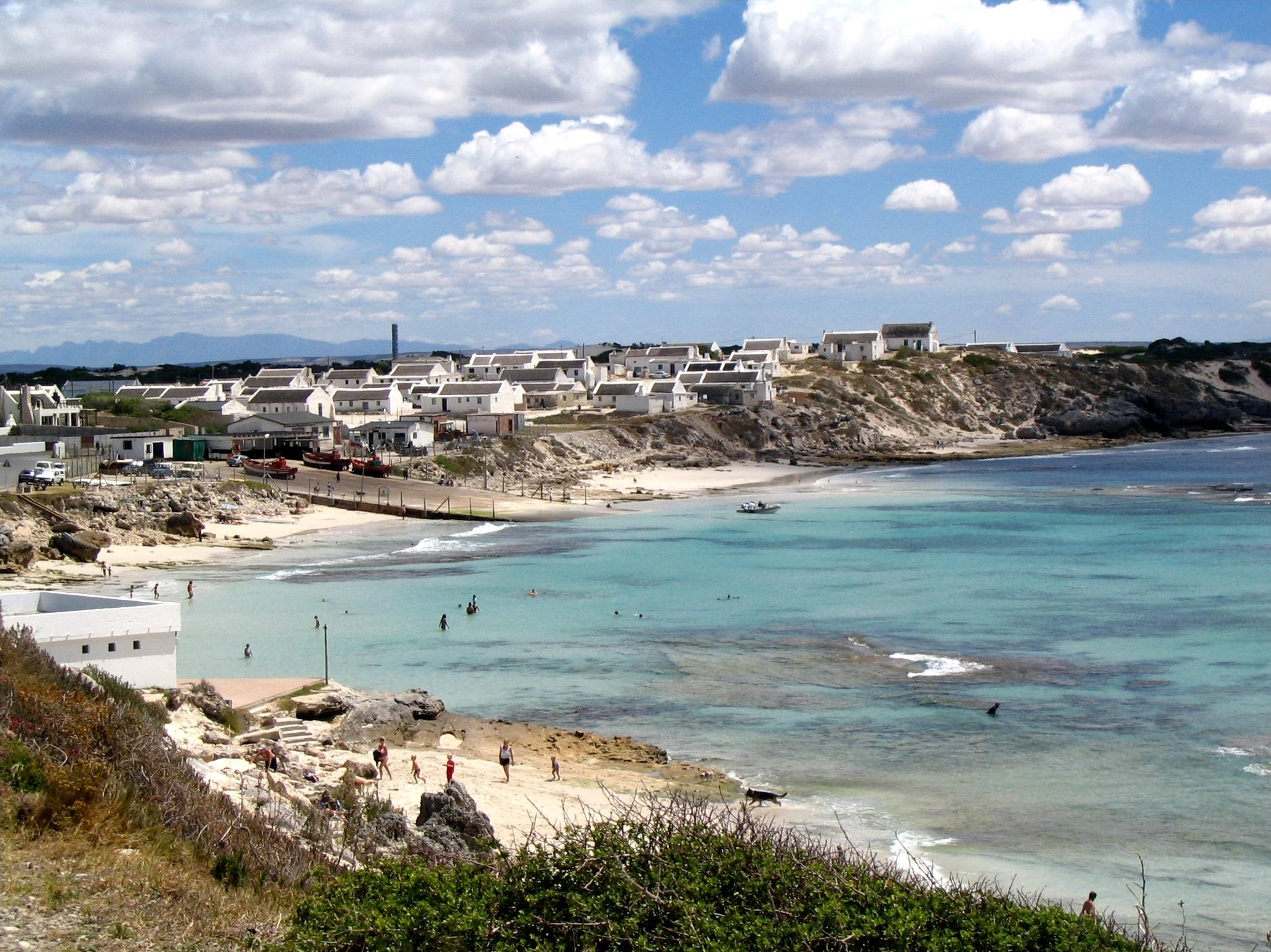
le village d'Arniston.

La municipalité locale actuelle de Cape Agulhas a été constituée en 2000 à la suite de la réforme des gouvernements locaux, succédant alors à la municipalité de Bredasdorp.

## Administration
La municipalité se compose de onze sièges de conseillers municipaux.
Lors des élections municipales de 2016, l'Alliance démocratique (DA) a remporté 54 % des voix et six sièges de conseillers municipaux contre 30,37 % et trois sièges au congrès national africain (ANC). 
| Maires depuis 2000     | Parti politique | Terme              |
| ---------------------- | --------------- | ------------------ |
| Willem Petrus Schonken | DA              | 2000-2006          |
| Richard Mitchell       | ANC             | 2006-2016          |
| Paul Swart             | DA              | aout 2016-mai 2024 |
| Raymond Ross           | DA              | depuis juin 2024   |